# Lozanne

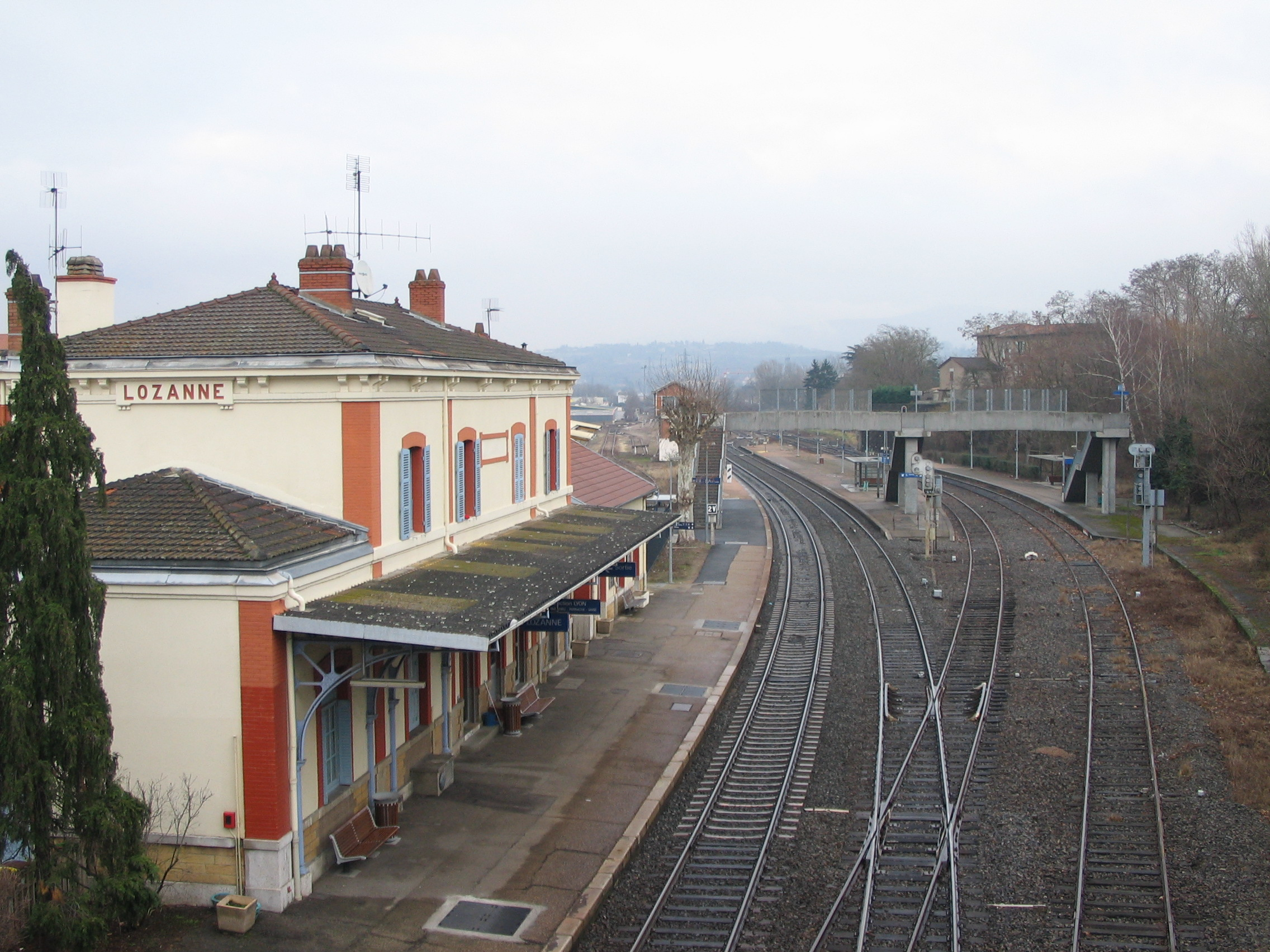
Dworzec kolejowy w Lozanne, 2007

Lozanne – miejscowość i gmina we Francji, w regionie Owernia-Rodan-Alpy, w departamencie Rodan.
Według danych na rok 1990 gminę zamieszkiwało 1645 osób, a gęstość zaludnienia wynosiła 299 osób/km² (wśród 2880 gmin regionu Rodan-Alpy Lozanne plasuje się na 519. miejscu pod względem liczby ludności, natomiast pod względem powierzchni na miejscu 1476.).